# John van der Kiste
John van der Kiste (Wendover, 1954) is een Brits bibliothecaris en historicus, vooral bekend van een groot aantal boeken over Europese vorstenhuizen.
Hij was de zoon van Guy van der Kiste, een in de Tweede Wereldoorlog bekende luchtmacht-commandant. Hij ging naar een Blundell's school (een privéschool in Tiverton). In die tijd speelde hij ook een tijd in een Rockband. Daarna werd hij opgeleid tot bibliothecaris aan de Hogeschool van Ealing. Vervolgens was hij bibliothecaris bij verschillende openbare bibliotheken en academische bibliotheken. Zijn eerste boek, over de Duitse keizer Frederik III werd een groot verkoopsucces. Dat gold in meer of mindere mate ook voor veel van zijn andere titels. In 2004 schreef hij ook een roman.

## Werken

### Over Europese Vorstenhuizen
- Frederick III, German Emperor 1888 (1981)
- Queen Victoria's family: a select bibliography (1982)
- Dearest Affie: Alfred, Duke of Edinburgh, Queen Victoria's second son, 1844-1900 (met Bee Jordaan) (1984)
- Queen Victoria's children (1986)
- Windsor and Habsburg: the British and Austrian reigning houses 1848-1922 (1987)
- Edward VII's children (1989)
- Princess Victoria Melita, Grand Duchess Cyril of Russia, 1876-1936 (1991)
- George V's children (1991)
- George III's children (1992)
- Crowns in a changing world: The British and European monarchies 1901-36 (1993)
- Kings of the Hellenes: The Greek Kings 1863-1974 (1994)
- Childhood at court 1819-1914 (1995)
- Northern crowns: The Kings of modern Scandinavia (1996)
- King George II and Queen Caroline (1997)
- The Romanovs 1818-1959: Alexander II of Russia and his family (1998)
- Kaiser Wilhelm II: Germany's last Emperor (1999)
- The Georgian Princesses (2000)
- Dearest Vicky, Darling Fritz: Queen Victoria's eldest daughter and the German Emperor (2001)
- Royal visits in Devon and Cornwall (2002)
- Once a Grand Duchess: Xenia, sister of Nicholas II (met Coryne Hall) (2002)
- William and Mary (2003)
- Emperor Francis Joseph: Life, death and the fall of the Austro-Hungarian Empire (2005)
- Sons, servants and statesmen: The men in Queen Victoria’s life (2006)
- A divided kingdom: the Spanish monarchy from Isabel to Juan Carlos (2007)

### Over (pop)muziek
- Roxeventies: Popular music in Britain 1970-79 (1982)
- The Roy Wood story (1986)
- Beyond the summertime: The Mungo Jerry story (with Derek Wadeson) (1990)
- Gilbert & Sullivan's Christmas (2000) - anthology

### Roman
- The man on the moor (2004)